# Ganzak
Ganzak (altgriechisch Γάζακα Gazaka, lateinisch Gaza, Ganzaga, arabisch جنزة Dschanza, جنزق Dschanzaq u. a., aus medisch Ganzaka, „Schatz“) war eine antike Stadt südlich des Urmiasees in der Region Medien.

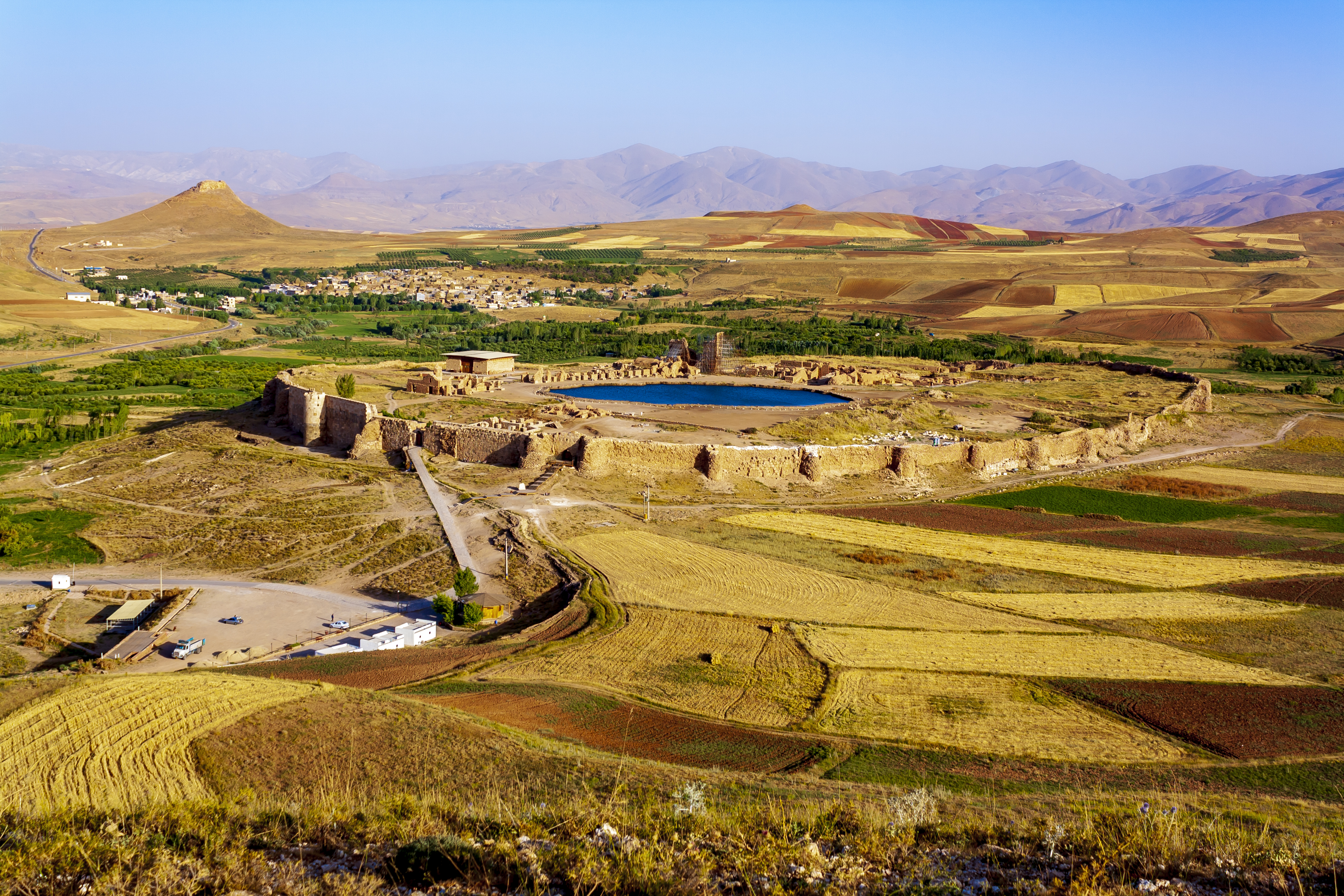
Die Ruinen von dem befestigten Feuertempel Tacht-e Suleiman am einen Bergsee.

Sie wird mit einem archäologischen Fundplatz nahe Laylan im Iran identifiziert. Im Achämenidenreich war die Stadt vermutlich der Sitz eines Satrapen. In der Nähe war der Feuertempel Adur Guschnasp, der in der Spätantike nach Tacht-e Suleiman verlegt wurde. Die Magier identifizierten den mythischen See Tschētschast mit dem Urmiasee, weshalb der kleine Bergsee nahe Tacht-e Suleiman später auch Tschēst (Mittelpersisch; persisch شيز Schēz/Schīz) und eine Stadt dort später Schiz genannt wurde. Daher wurde Ganzak in einigen Quellen fälschlich mit Schiz identifiziert.
Phraaspa, das Ziel des Feldzugs von Marcus Antonius im Jahr 36 v. Chr. gegen das Partherreich war vermutlich Zitadelle dieser Stadt. Auch im Sassanidenreich war Ganzak eine nicht unbedeutende Stadt. Nahe Ganzak wurde 591 die Schlacht von Blarathon ausgetragen. Im letzten römisch-persischen Krieg (603 bis 628) fiel die Stadt im Verlauf der Gegenoffensive des oströmischen Kaisers Herakleios zweimal (624 und 628) in römische Hand. Herakleios zufolge war sie eine große Stadt; in einem Schreiben, das in dem Chronicon Paschale überliefert ist, heißt es, der Ort habe 628 circa 3.000 Häuser umfasst. Yāqūt ar-Rūmī (1224–1228) zufolge war Ganzak eine kleine Stadt in Aserbaidschan und hatte antike persische Ruinen und einen Feuertempel. Es ist nicht sicher, wann Ganzak zerstört wurde. Hamdallah Mustaufi (14. Jh.) zufolge wurde Ganzak durch die kleine mongolische Stadt Laylan oder Nilan ersetzt.